# 吉川八幡神社 (豊能町)
吉川八幡神社（よしかわ はちまんじんじゃ）は、日本の近畿地方の神社のひとつ。
大阪府豊能郡豊能町吉川（近世における摂津国能勢郡吉川村）に鎮座する神社。「吉川八幡神社」と通称されているが、鳥居や灯籠の標記は、単なる「八幡神社」である。
現在は、吉川上地区、吉川中地区、吉川下地区、吉川西地区（ときわ台、東ときわ台、光風台、新光風台）、保ノ谷、川尻、黒川奥山、以上7地区の総氏神となっている。旧社格は郷社。

## 祭神
主祭神は応神天皇御霊（八幡大神）。本地垂迹時代には「八幡大菩薩（はちまん だいぼさつ）」と称。

## 歴史
元禄8年（1695年、江戸時代中期）に記された『寺社吟味帳』によれば、平安時代後期の治暦年間（1065年-1069年中）に、源頼仲（摂津源氏・源頼国の七男）が吉川城（摂津吉川城）に在住していた折に創建したという。江戸時代の元禄期に描かれた名所絵には、同様の社殿が3社描かれている。主祭神である応神天皇の御霊は、平安時代に清和源氏の守護神・軍神として篤く信仰されるようになった。
本地垂迹説が隆盛となった中世以降は、真言宗御室派の七寶山高代寺（現在は豊能町吉川756番地に所在）を別当寺として、その統括下にあった。
明治時代初期には政府から神仏分離を強要され、仏教色は廃された。手水鉢に仏教用語で「御寳前（ごほうぜん）」と記されているのは、神仏習合の名残である。

### 年表

#### 古代
- 大同5年/弘仁元年（810年、平安時代前期） - 巡錫中の空海が、当地域が属する高代寺山[注 1]の山頂近くにて泉を発見し、これを閼伽井とし、薬師如来を祀る草庵を立てた[5][6][4]という。
- 天徳4年7月（960年、平安時代中期） - 源氏の祖である源満仲が、父・経基の菩提を弔うため、京都・仁和寺の寛空僧正を開山として、当地に七寶山高代寺薬師院を建立した[6][4]という。
- 治暦年間（1065年-1069年中、平安時代後期）[4] - 源頼仲（摂津源氏源頼国の七男）が七寶山高代寺を中興する[6]とともに、当地の吉川城（摂津吉川城）に在住していた折、八幡宮を創建した[4]という。

#### 中世
- 中世以降 - 本地垂迹の時代が到来し、当社は、別当寺となった七寶山高代寺の差配下に入る[4]。僧舎三坊の七寶山高代寺は「女人高野[注 2]」として隆盛する[8]。

#### 近世
- 西暦1600年前後数十年（関ヶ原の戦いの時分の前後数十年） - 現在の豊能町保護樹林第1号「八幡神社・樹林」の、推定される形成初期[2]。
- 元禄年間（1688年-1704年中、江戸時代中期） - 寂れていたところを、第20代秀順和尚によって再興される[6]。高代寺の梵鐘にはその謂れが刻まれている[6]。

- 元禄5年9月吉日（1692年10月頃[注 3]） - 現存する石鳥居の建立[9]。
- 元禄8年（1695年） - 当社に関係する主たる史料『寺社吟味帳』の成立[2]。
- 享保5年12月1日吉日（1721年1月頃[注 4]） - 現存する神前石灯籠（全10基）の建立[9]。
- 享保20年（1735年） - 火災に遭う[10][11]。
- 寛政年間（1789年-1801年間） - 花折街道（はなおれ かいどう｜妙見街道、能勢街道）が、川西の一之鳥居（cf. 一の鳥居駅は由来地名[12]）から能勢妙見山への参道として整備される[13]。
- 寛政8年-10年中（1796年-1798年中） - 『摂津名所図会』が刊行され、巻之十二「有馬郡 能勢郡」（内『能勢郡』）に「吉川 高代寺」名義で七寶山高代寺が掲載される[14][15]。
- 文化14年（1817年、江戸時代後期） - 境内に現存する石灯籠が常夜灯として建立される。
- 嘉永2年2月吉日（1849年3月頃[注 5]） - 現存する賽銭箱の制作期[16]。
- 嘉永5年（1852年、幕末） - 火災に遭う[10][11]。社殿は全て焼失してしまい、上述の賽銭箱だけが焼け残って今日に伝えられている[16]。
- 安政3年（1856年） - 現存する本殿と拝殿の再建[1]。

#### 近現代
- 明治3年（1870年/1871年）[2] - 明治政府より神仏分離を迫られ、当社と七寶山高代寺が分離する[4]。この時、仏像・経文などはことごとく破棄された[2]。
- 明治5年（1872年） - 近代社格制度が施行され、当社は郷社に格付される[9]。
- 1902年（明治35年） - 古くから吉川村（能勢郡吉川村）と共に黒川村（川辺郡黒川村）の人々も氏子として祭祀していたが[2]、この年、吉川尋常小学校（現・豊能町立吉川小学校）および村役場の新築用材を巡って関係が悪化し、黒川村は当社から離れていった[2]（黒川奥山を除く）。
- 1912年（明治45年）5月23日 - 当社が、保之谷集落に鎮座する無格社・八幡神社（祭神：応神天皇）を合祀する[9]。
- 1912年（明治45年/大正元年）某月 - 東能勢村吉川（旧・吉川村）が村域への鉄道路線の敷設を能勢電気軌道株式会社（現・能勢電鉄株式会社）に請願するも、経営は芳しくなく、敷設は大幅に遅延する。
- 1918年（大正7年）4月7日 - 能勢電気軌道が、一ノ鳥居－吉川間で乗合自動車事業を開始するも、その後、事業は失敗する。
- 1923年（大正12年）11月3日 - 能勢電気軌道の妙見線（現・能勢電鉄妙見線）がようやく全線開通し、妙見駅（現・妙見口駅）が開業する。
- 1943年（昭和18年）12月 - 大東亜戦争（太平洋戦争）中に発せられた金属類回収令により、梵鐘を供出する[2]。石鳥居の左側にあった釣鐘堂も鐘が無くなったことにより、姿を消した[2]。
- 1974年（昭和49年） - 老朽化した本殿が修理され、同時に社務所が新築された[10]。

- 2016年（平成28年）9月17日 - 能勢電鉄1500系電車の1552号車両のカットモデルが、境内に安置される。
- 2019年（令和元年）
  - 6月某日 - 改元（5月1日付）に合わせて、常に境内にいる形で神馬（個体名：いづめ）を設ける[17]。
  - 8月16日 - ぶんか社の漫画雑誌『主任がゆく! スペシャル』にて連載中の、当社を舞台モデルにした[18]中野広実由（埼玉県出身）のラブコメ4コマ漫画『オトメ巫女さんと妖精神主』が、舞台設定を"埼玉県あたり"に作品名を『花野さんとの縁結びは難しい』に変更したうえで、第1巻を刊行する[19][20][21]。
  - 8月某日 - 以前から存在した当社の公式Twitter[注 6]とは別に、神馬「いづめ」が人語を話して自らつぶやくという設定で、いづめの公式Twitterが開設される[17]。するとたちまち人気を博し、2万人近くのフォロワー（読者）を獲得した[3]。
  - 8月24日 - この日の神馬「いづめ」のツイート「呼ばれたかな？思て（略）」[22]がバズる[18]。
  - 当年度 - 氏子の人数は約16,000名[18]。

## 境内

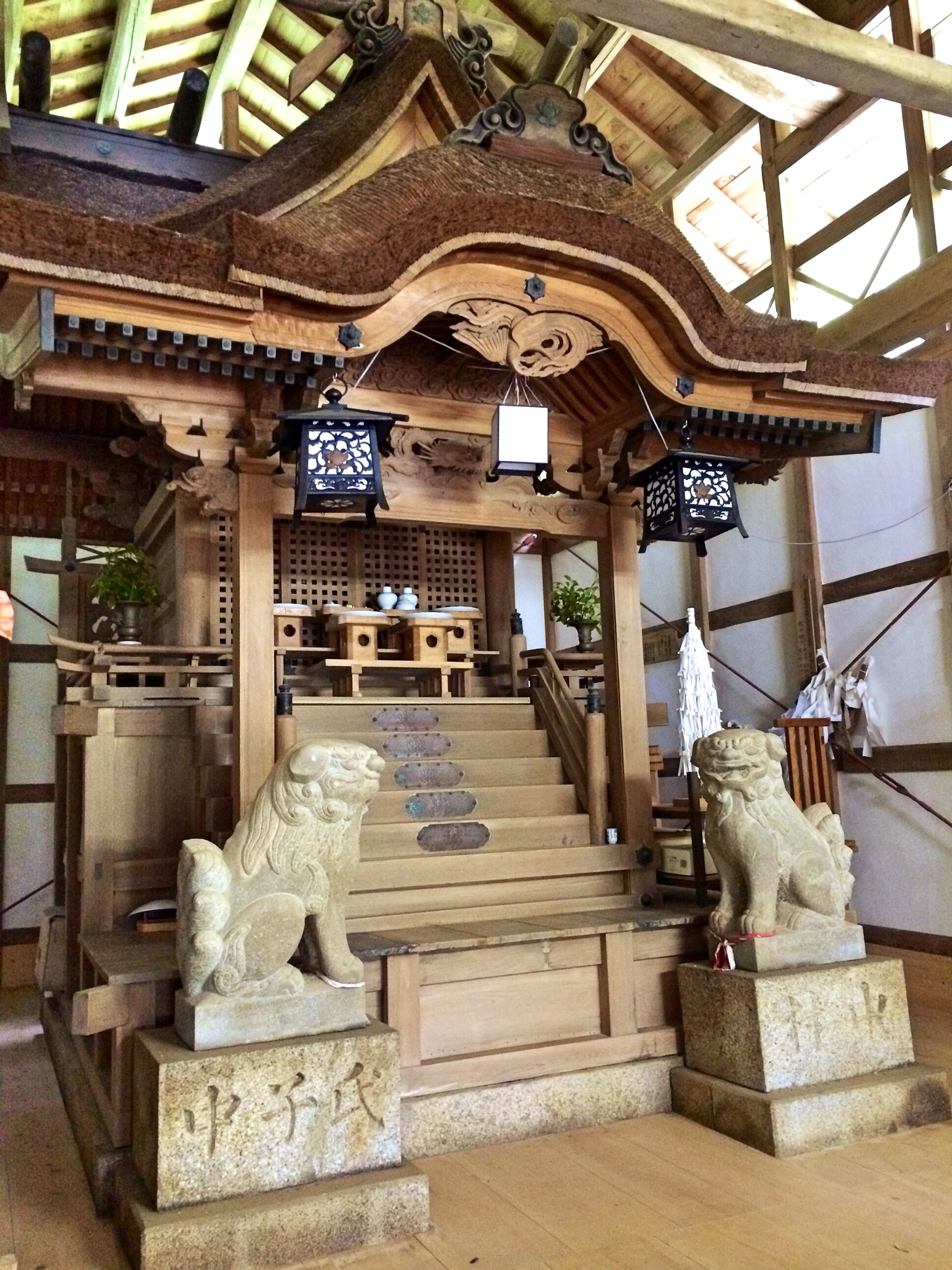
本殿

神社の敷地面積は 9,510 m2（=2,881坪）。
参道
石灯籠
現存する神前石灯籠（全10基）は享保5年12月1日吉日（1721年1月頃）に建立された。神前でない石灯籠のほうは、常夜灯として文化14年（1817年）に建立されている。
手水舎
鳥居
拝殿の正面に建つ石鳥居は、元禄5年9月吉日（1692年10月頃）に建立されたもので、全高 388 cm。石階に続く。

### 社殿
拝殿
石階を登りきった正面に鎮座する。現在の拝殿は安政3年（1856年）に再建されたもので、全国的にも珍しい割拝殿（わりはいでん）である。つまり、建築構造上は中央を通り抜けできるものとなっている。
本殿
現在の本殿は拝殿の内部に鎮座し、狛犬が護る。安政3年（1856年）に建立されたもので、総欅造、屋根は檜皮葺。1974年（昭和49年）に修理されると共に、新築された拝殿の中に安置された。

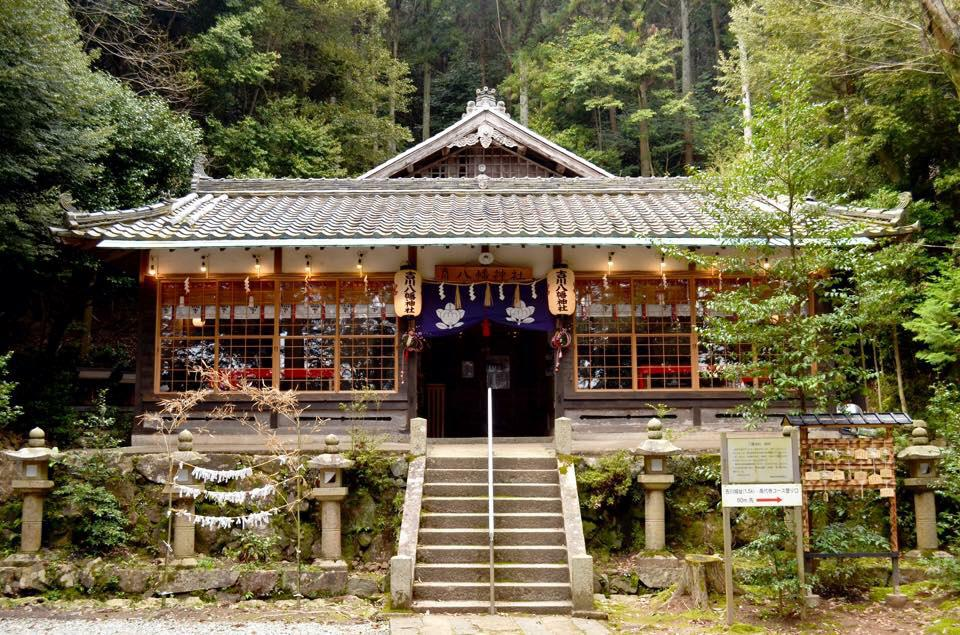
拝殿（同左）
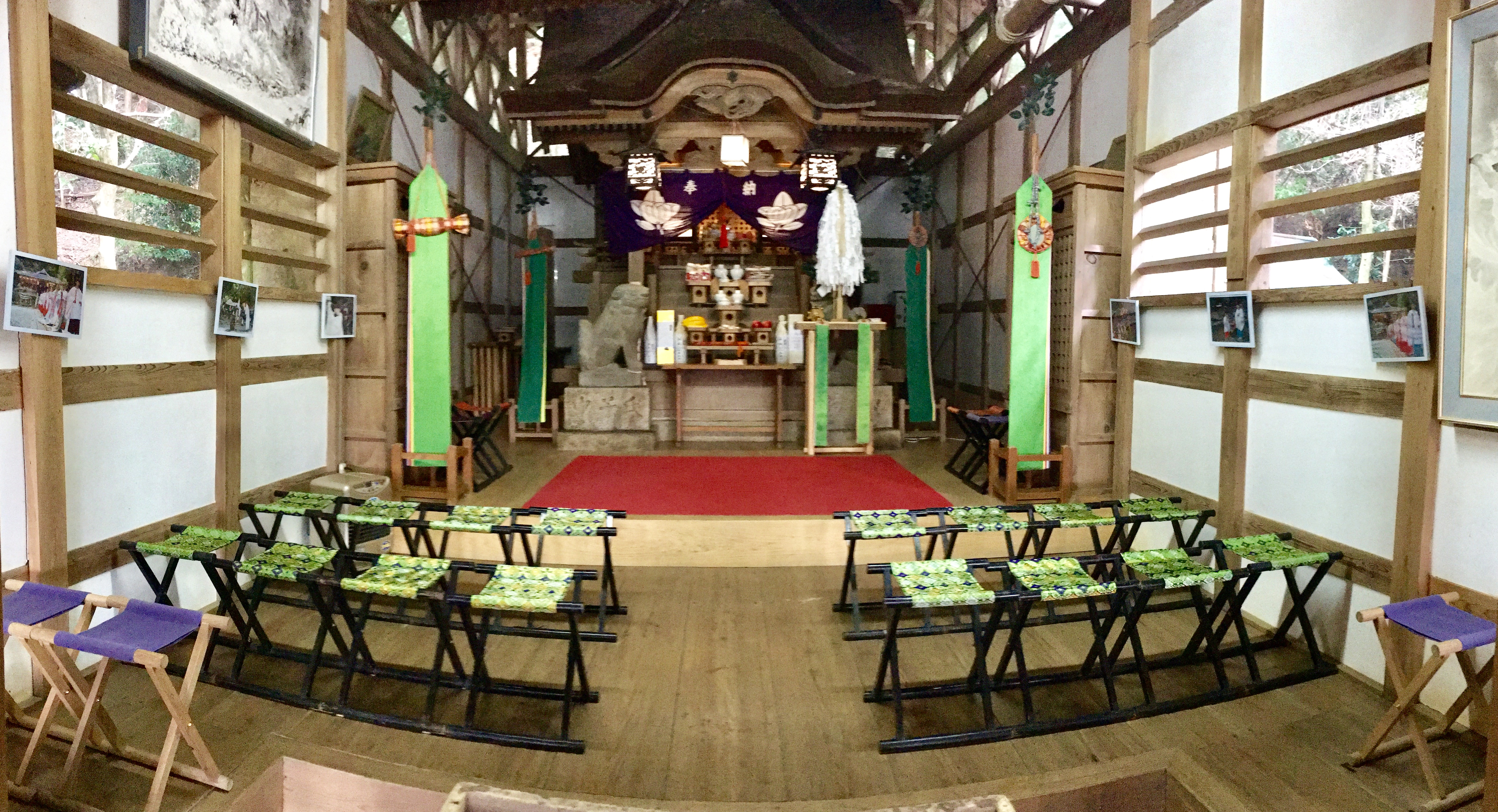
拝殿の内部。中央奥に本殿が見える。

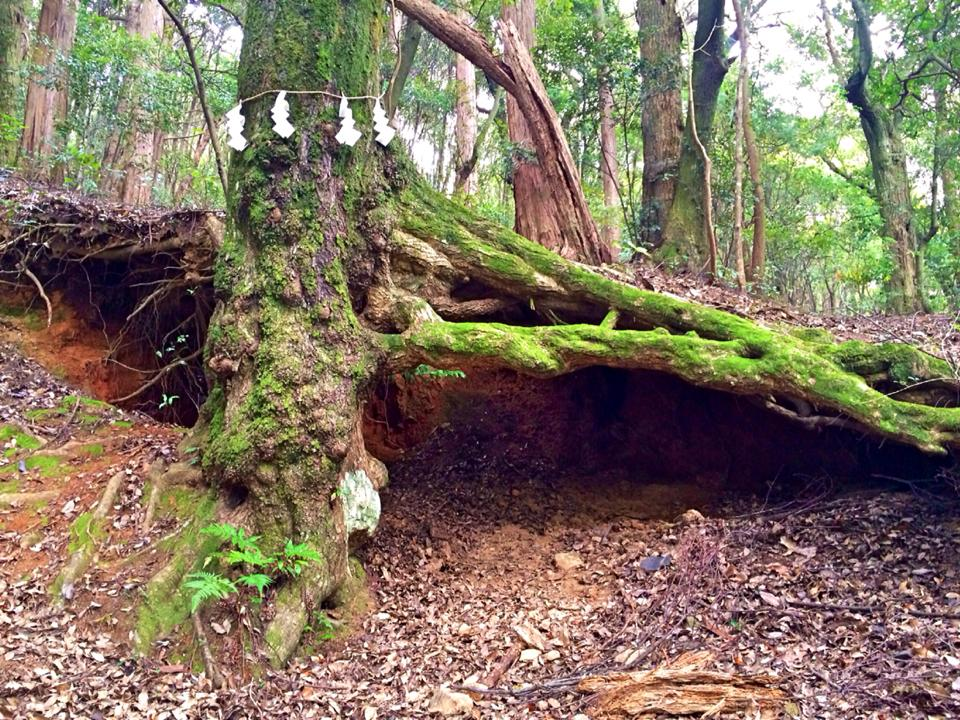
神木と洞穴。社殿の右手に所在する。

### 鎮守の森
境内は自然が豊富で、鎮守の森には、広葉樹林や竹林のほか、洞穴などもある。また、小川が 200 mにわたって境内を貫流しており、社殿の背後の森の中で神水として発した湧水が、社殿前を通過し、鳥居の左側で「鼓ヶ滝（つづみがたき）」として流れ落ちている。その流域では、水無月の中頃になるとホタル（ゲンジボタルとヒメボタル）の乱舞を見ることができる。

#### 八幡神社・樹林
拝殿の裏には、国の天然記念物に指定されているツブラジイ（円椎）の木立が形成されており、同種の日本における北限を示している。推定樹齢は約400年。学術的価値・特異性・希少性において特に優れていることから、係る木立は「八幡神社・樹林」名義で豊能町の保護樹林第1号に指定されている。以下は、拝殿の脇にある案内板の内容。

### 鉄道車両

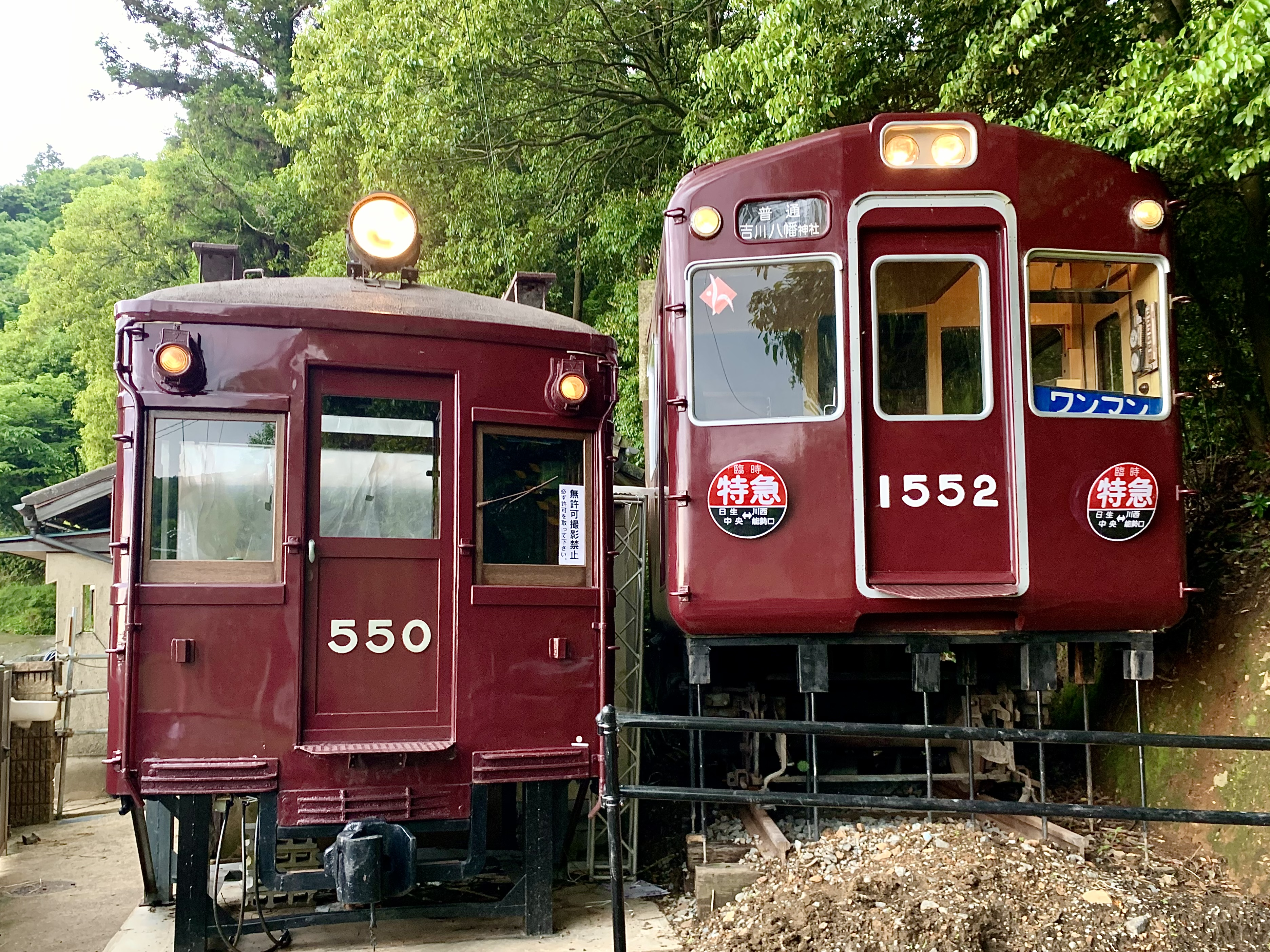
吉川八幡神社　1552号車と550形の前頭部。撮影には許可が必要だが、電話申し込みでも可

社有地内には、2016年（平成28年）6月に全車引退した能勢電鉄1500系電車（元阪急電鉄2100系）1552号車と、阪急550形電車550号の前頭部が保存されている。1552号車は譲渡されたもので、同年9月17日に執り行われた放生会と同時に一般公開が始まっている。保存するにあたって外板は鋼製から腐食に強い繊維強化プラスチック (FRP) 製に張り替えられている。また、FS33台車や機器類の一部も能勢電鉄から譲渡された実物である。cf. 能勢電鉄1500系電車#譲渡・保存車。
また、阪急550形は廃車後、製造元のアルナ工機本社工場（兵庫県尼崎市）で保存ののち、同工場の閉鎖で岐阜県のアルナ輸送機用品の敷地に移動し先頭部のみが保管されていたが、譲渡先を公募し2021年4月に当神社に移設、1552号と並べて保存されることになった。
2024年7月からは、新たに能勢電鉄1700系電車1754号車（元阪急電鉄2000系2050号車両）の前頭部を譲受し、社有地内で展示・保存している。なお、外観は阪急2050の当時に復元している。

## 神馬
当社には、近世以前にも神馬がいたと伝えられているが、江戸時代の火災で史料は焼失してしまっているため、詳細は不明である。当社と馬とのつながりは、主祭神である八幡神が軍神として馬にまたがる姿で描かれる神であることから来ている。

### いづめ
当社は、令和元年（2019年）の改元（5月1日付）と新天皇（今上天皇徳仁）即位（10月22日付）の時期に合わせて、同年6月、常に境内にいる形での神馬を新たに設けた。やってきたのは、2017年（平成29年）7月23日に埼玉県の牧場で生まれた2歳の牡馬で、馬種はアラブ系種の大きな馬ではなく、和種半血。木曽馬系の日本在来種で、日本古来の貴重な合戦馬である。日本在来種が神馬となっている神社は日本に5社しかないとのこと（2021年時点）。また、神馬が仕える神社は日本全国でも15社しかないという（2021年時点）。
毛色は河原毛で、黄金色に実った稲穂の色として五穀豊穣の象徴であるという。個体名は「いづめ」と名付けられた。この名は、弓道の競技の一つである「射詰（いづめ）」に由来する。
いづめは、普段から境内で放牧されており）、自由気ままな暮らしを送っている。また、いづめに鞍を付けて一緒に散歩したり、妙見口駅前までいづめに乗って行くのを日課にし始めた。加えて、以前からやっていた当社公式のTwitterとは別に、いづめ主観の公式Twitter「吉川八幡神社 御神馬いづめ 公式」を、いづめがやってきた2か月ほど後の8月に立ち上げ、日々の暮らしぶりをユーモアたっぷりに紹介するようになると、たちまち人気を博して 2万人近くのフォロワー（読者）を獲得した。また、同月24日に投稿されたいづめのツイート「呼ばれたかな？思て（略）」は、フォロワーおよびTwitter利用者ばかりでなく、インターネット上の画像をよく閲覧する人々をも巻き込む形で話題になった。これは、「所用で訪問した客のごとく玄関先に佇む小柄な馬とそれを出迎える家の人」という非現実的でありながらほっこりせずにはいられない可笑しみに溢れた1枚の画像の力であった。

## 行事

### 神事
当社では湯立神事と神楽が結び付いた「湯立神楽（ゆだてかぐら）」を執り行っている。これは「湯神楽（ゆかぐら）」とも呼ばれる、日本古来の伝統神事の一つである。釜で煮えたぎらせた湯を使って神事を行い、無病息災・五穀豊穣を願う。当社では、湯立神事や神楽（神社神楽）などの伝統行事の存続活動を積極的に行っており、関西圏（和歌山県・奈良県・兵庫県・大阪府下）の神社でも出張祭祀や巫女神楽の奉納を行っている。

### 祭事
- 毎月の1日と15日 - 月次祭[29]
- 節分祭
- 4月 - 春大祭 - 神社法人登記では「祈念祭」と称す。  [16]
- 夏祭り
- 9月15日 - 放生祭
- 10月13日 - 秋季例大祭
- 12月7日 - 新嘗祭

## 摂末社

### 境内社
応神天皇を祀る宇佐八幡宮の末社と、天照社・多賀社・弁財天社・稲荷社の末社が、境内社として鎮座している。
- 天照皇大神社 - アマテラス（天照大神）を祀る。
- 稲荷社 - ウカノミタマ（宇迦之御魂神）を祀る。
- 多賀社 - イザナギ（伊邪那岐命）・イザナミ（伊邪那美命）の二柱を祀る。
- 弁財天社 - イチキシマヒメ（市杵島姫命）を祀る。

### 境外社
- 若宮神社 - 高代寺山の山向こうに位置する保之谷地区に鎮座。
- 金高稲荷神社（きんたか いなりじんじゃ） - 保之谷地区に鎮座。若宮神社より西に位置する。
- 吉川愛宕神社 - 総本社は京都の愛宕神社。
- 才能神社

## 所在地

### 現在所在地
大阪府豊能郡豊能町吉川936

### 所在地名の変遷
- 古代（和名類聚抄の時代）：摂津国能勢郡の、一説には、雄村郷吉河
- 中世（荘園時代）：摂津国能勢郡の、一説には、高山庄（勝尾寺支配下）吉河
- 近世：摂津国能勢郡吉川村（幕藩体制下の摂州高代寺領吉川村） - 村請制度下にあった当時の吉川村は、上之町・中之町・下之町の集合体。
- 近代以降：摂津県能勢郡吉川村（1869年）→ 豊崎県能勢郡吉川村（1869年）→ 兵庫県能勢郡吉川村（1869年-1871年）
- 大阪府能勢郡吉川村（1871年-1879年）
- 大阪府能勢郡吉川村（1879年-1889年） - 郡制（近代郡制）の施行。
- 大阪府能勢郡吉川村（1889年-1896年） - 村制（近代村制）の施行。
- 大阪府豊能郡吉川村（1896年-1956年）
- 大阪府豊能郡東能勢村吉川（1956年-1977年）
- 大阪府豊能郡豊能町吉川（1977年- ）

### 交通アクセス
鉄道
■能勢電鉄妙見線 ●妙見口駅より旧花折街道を北へ徒歩10分。
道路

### 周辺地域
- 七寶山高代寺 - かつての別当寺。現在は豊能町吉川756番地に所在する。
- 長棚城 - 現・吉川城址。